# Lee Da-in (attrice 1992)
Lee Da-in (이다인?, I Da-inLR, I TainMR), pseudonimo di Lee Ra-yoon (이라윤?, I Ra-yunLR, Yi RayunMR; Seul, 5 novembre 1992), è un'attrice sudcoreana.
Laureatasi alla Hanyang University in Teatro e cinema, è figlia dell'attrice Kyeon Mi-ri e ha una sorella maggiore, anch'essa attrice, Lee Yu-bi. Entrambe hanno preso il cognome del patrigno Lee Hong-heon quando questi ha sposato Kyeon nel 1998: il nome di battesimo di Lee Da-in era infatti Im Yoo-kyung, che ha cambiato in Lee Joo-hee quando la madre ha sposato Lee, e poi in Lee Ra-yoon prima di sposarsi ella stessa, con l'attore Lee Seung-gi il 7 aprile 2023. Hanno avuto una figlia il 5 febbraio 2024.

## Filmografia

### Cinema
- Yeongnin (역린?), regia di Lee Jae-kyoo (2014) – cameo
- Moksum geon yeon-ae (목숨 건 연애?), regia di Song Min-kyu (2016)

### Televisione
- Seumusal (스무살?) – serie TV (2014)
- Yeojareul ullyeo (여자를 울려?) – serie TV (2015)
- Entourage (안투라지?, AnturajiLR) – serie TV, episodio 7 (2016)
- Hwarang (화랑?) – serie TV (2016-2017)
- Hwanggeumbit nae insaeng (황금빛 내 인생?) – serie TV (2017-2018)
- Iri-wa an-ajwo (이리와 안아줘?) – serie TV (2018)
- Neo-wa na-ui yuhyogigan (너와 나의 유효기간?), regia di Jung Mi-hee – film TV (2018)
- Doctor Prisoner (닥터 프리즈너?, Dakteo peurijeuneoLR) – serie TV (2019)
- Alice (앨리스?) – serie TV (2020)
- Yeon-in (연인?) – serie TV (2023)